# تلمبه عشایری امان‌الله یزدانیان
تلمبه عشایری امان‌الله یزدانیان، روستایی در دهستان گلاشکرد بخش مرکزی شهرستان فاریاب در استان کرمان ایران است.

## جمعیت
بر پایه سرشماری عمومی نفوس و مسکن در سال ۱۳۹۵، جمعیت این روستا برابر با ۳۲۱ نفر (۸۶ خانوار) بوده‌است.